# Храбър Попов
Храбър Христов Попов е български архитект, професор.

## Биография
Роден е на 20 март 1896 година в София в многолюдно възрожденско семейство.
Баща му Христо Попов е взел участие в Априлското въстание като четник и ръководител на група. След разгрома на въстанието преминал през турските затвори.
Брат му Васил Христов Попов е кавалерист, достигнал чин генерал-майор.
През 1923 г. Храбър Попов завършва „Архитектура“ във Висшето техническо училище в Берлин. Работи в Министерство на търговията, промишлеността и труда от 1924 до 1931 година. Започва работа като преподавател на първия випуск „Архитектура“ в качеството си на първи избран професор и първи декан на Строителния факултет. От 1943 г. до 1953 г. оглавява новооснованата катедра „Сградостроителство“ в Държавната политехника.

## Памет
На професор архитект Храбър Попов е наречена улица в квартал „Студентски град“ в София (Карта).